# Louis Guillou (homme politique)
Pour les articles homonymes, voir Louis Guillou et Guillou.
Louis Guillou, né le 6 mars 1921 à Cléder (Finistère) et mort le 7 mars 1998 à Morlaix (Finistère), est un homme politique français.

## Biographie
Fils de paysan, Louis Guillou quitte l'école sans diplôme et devient agriculteur.
C'est dans ce milieu que commence son engagement militant, au sein du syndicalisme agricole et de la jeunesse agricole catholique.
Après la seconde guerre mondiale, il rejoint le MRP et est élu député du Finistère, en cinquième position sur une liste qui emporte cinq sièges, lors des législatives de novembre 1946. Il n'a alors que 25 ans.
A l'assemblée, son travail est essentiellement centré sur les questions agricoles, domaine dans lequel il est particulièrement actif, se plaçant en porte-parole des petits paysans, notamment lorsque plane le danger d'une surproduction, en 1949.
Dans ses votes et prises de positions, il ne se distingue pas de son parti.
En 1951, le MRP souffre dans le Finistère d'une forte concurrence des gaullistes du RPF, et passe de 45 % des voix à 25 %, ce qui entraîne la perte de deux sièges, dont celui de Guillou, qui n'est pas réélu.
De nouveau candidat aux législatives, en 1958, il est battu au second tour par le modéré Joseph Pinvidic dans la cinquième circonscription du Finistère.
Quatre ans plus tard, candidat aux sénatoriales sur la liste menée par André Colin, il est élu sénateur au second tour de scrutin, arrivé en quatrième position sur quatre sièges à pourvoir.
Membre du groupe des républicains populaires, il siège ensuite, après sa dissolution, en 1968, dans celui de l'Union centriste (appelé alors « Union centriste des démocrates de progrès »).
En 1959, il est élu conseiller municipal de Saint-Thégonnec, et, en 1964, entre au conseil général du Finistère, élu dans le canton de Saint-Thégonnec. Il devient maire de cette ville l'année suivante.
En 1970, il est rapporteur du projet de loi relatif à l'agrément des entreprises de transports sanitaires, mais il continue de se faire le porte-parole des intérêts des agriculteurs. Il intervient aussi sur des questions purement finistériennes, notamment concernant l'équipement.
Fervent catholique, il s'oppose à la loi Neuwirth qui légalise la pilule anti-conceptionnelle, en 1967, comme il s'était opposé à la réforme des régimes matrimoniaux deux ans plus tôt.
Candidat à sa réélection en 1971, sur la liste menée par Jean Fichoux, il n'obtient que 28 % des voix au second tour, et est battu.
Sa carrière politique se termine au début des années 1980. En 1979, il quitte l'assemblée départementale et, en 1983, il ne se représente pas aux municipales, pour raisons de santé.
En février 1978, il est fait chevalier de la Légion d'honneur.

## Détail des fonctions et des mandats
Mandats locaux
- 1947 - 1953 : Conseiller municipal de Cléder
- 1965 - 1971 : Maire de Saint-Thégonnec
- 1971 - 1977 : Maire de Saint-Thégonnec
- 1977 - 1983 : Maire de Saint-Thégonnec
- 1964 - 1970 : Conseiller général du canton de Saint-Thégonnec
- 1970 - 1976 : Conseiller général du canton de Saint-Thégonnec
- 1976 - 1979 : Conseiller général du canton de Saint-Thégonnec

Mandats parlementaires
- 10 novembre 1946 - 4 juillet 1951 : Député du Finistère
- 23 septembre 1962 - 1er octobre 1971 : Sénateur du Finistère

## Distinctions
- Chevalier de la Légion d'honneur